# Colegiata de Osuna
La colegiata de Nuestra Señora de la Asunción, es un templo católico de la localidad de Osuna (provincia de Sevilla), España. Su construcción se inició alrededor de 1531 y constituye un ejemplo destacado de arquitectura renacentista en España y un símbolo religioso y cultural de la población de Osuna. Contiene numerosas obras de importantes artistas como José de Ribera, Juan Martínez Montañés, Luis de Morales, Hernando de Esturmio, Juan de Mesa, Roque Balduque o Juan de Zamora. Fue declarado Bien de Interés Cultural en 1931.

## Historia
La iglesia se levantó por el patrocinio de Juan Téllez Girón (1494-1558), IV conde de Ureña y gran mecenas de la ciudad de Osuna, durante el siglo XVI. Se edificó sobre el solar de la conocida como “iglesia del Castillo”, construida poco después de la conquista de la ciudad por Fernando III de Castilla en 1239, incluida dentro de la fortaleza existente en el promontorio que domina la localidad.
El templo fue trazado hacia el año 1531, el mismo en que el IV conde tomaba posesión de la ciudad de Osuna, aunque algunos datos pudieran anticipar la fecha de inicio de la construcción hasta 1528, año de la muerte de Juan Téllez-Girón (II conde de Ureña).
Según varios especialistas las obras del templo se comenzaron por los pies para continuar hacia la cabecera, siendo terminadas de forma un tanto precipitada, pues cerca de la capilla mayor, se levantan dos pilares que no soportan ningún peso, que puede indicar que se trataba de elementos previstos para una mayor longitud del templo y que quedaron anulados al terminarse la cabecera con prontitud.
En 1534, con la obra ya iniciada, obtuvo una bula del Papa Paulo III que permitía la implantación de una colegiata, dotada con un cabildo compuesto por un capellán mayor y ocho capellanes de coro. Las obras fueron terminadas hacia 1539.
La construcción está realizada con sillería procedente de las canteras locales, caracterizada por el tono amarillento, una gran porosidad y un alto índice de humedad, que ha sido en gran parte la causa de los problemas que ha arrastrado el edificio a lo largo de su historia. Debido a esos problemas estructurales, que se agravaron con el terremoto de Lisboa de 1755, el edificio permaneció cerrado al culto entre 1940 y 1976, siendo su restauración dirigida por Rafael Manzano.

## Exterior

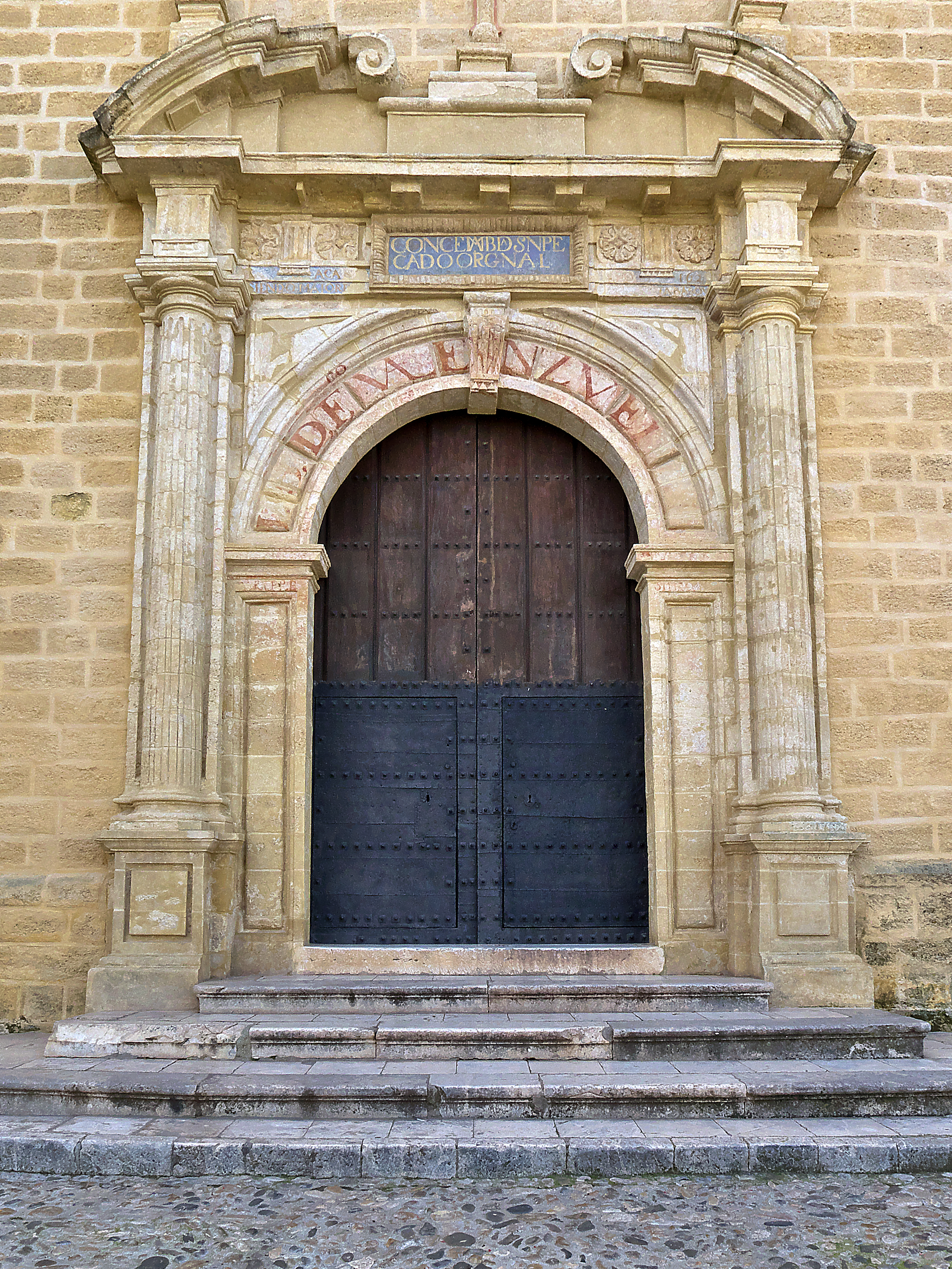
Portada del evangelio.

El exterior del templo es bastante sobrio, las tres portadas de los pies se labraron en el momento inicial de la obra y presentan un tratamiento de la composición arquitectónica y de la decoración muy próxima a algunas obras de Diego de Riaño, como el ayuntamiento de Sevilla. Se corresponden las puertas con las tres naves del templo, las correspondientes a las naves laterales fueron cegadas en 1798, constituyendo simples arcos encuadrados en alfiz de grutescos y rematodos por flameros y escudos eucarísticos y nobiliarios.
La más destacada de todas las puertas es la espléndida portada central o “Puerta del Sol”, es un vano adintelado flanqueado por columnas corintias, en cuya ménsula se ubicaba un relieve, y se encuentra coronada por un frontón curvo con un óculo central entre flameros. Este esquema se encuadra entre dos pilastras de orden gigante con fuste recubierto de talla, en el que destaca la excelente decoración de grutescos, símbolos eucarísticos , medallones e inscripciones que se reparten por sus distintos elementos arquitectónicos. En dos cartelas, aparece el año de 1533 como de ejecución de la misma. 
En el eje izquierdo de la fachada se levanta la torre, construida en tres cuerpos con sillares de piedra, que sustituyó a otra existente que fue destruida por un rayo en 1918.
Las puertas laterales son la puerta de la Cuesta, que se abre en la nave del evangelio frente al Convento de la Encarnacón, con un diseño sencillo formado por un arco y frontón separados por un friso. La última de las puertas es la que se abre en la nave de la epístola, en la que se indica la fecha de 1632.

## Interior

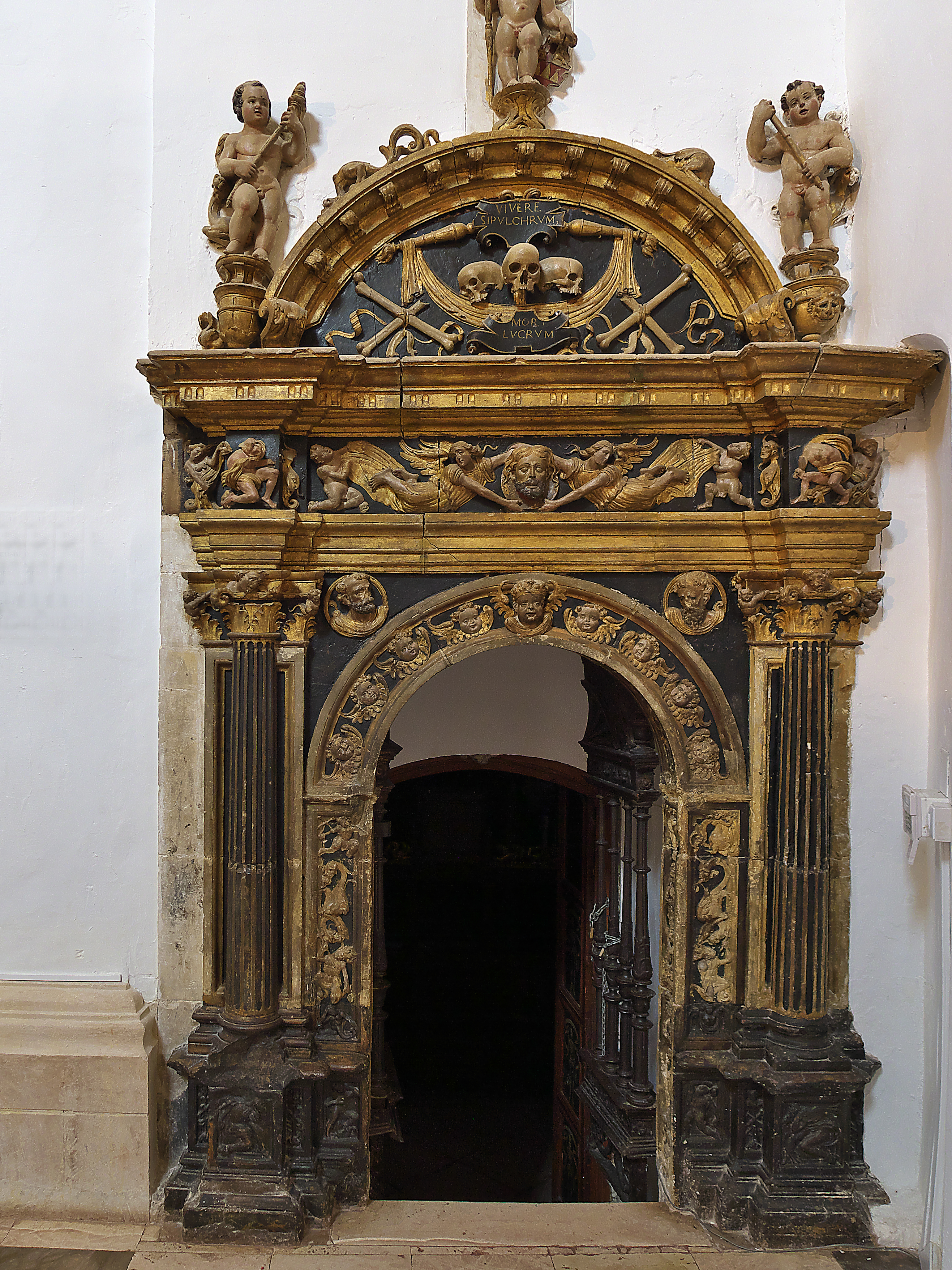
Portada del panteón ducal.

La iglesia presenta una clásica disposición rectangular de planta de salón, con tres naves de 19 metros de longitud, separadas por pilares cruciformes y portadas a los pies, columnas adosadas en los muros, y capillas-hornacinas entre los contrafuertes. Los tres tramos de las naves se cubren con bóvedas baídas, mientras que las capillas laterales lo hacen mediante bóvedas nervadas.
La cúpula de la cabecera o capilla mayor es obra que responde a la renovación realizada en esta iglesia entre los años 1721 y 1724, dirigida por el maestro mayor de la Colegial. Se levanta sobre un tambor con ocho huecos, dos en cada uno de sus frentes, y aparece profusamente decorada con yeserías barrocas policromadas en colores blanco y azul, con motivos ornamentales a base de roleos vegetales, florales y geométricos.
La construcción se inició siguiendo los principios del arte gótico, que pronto se alteró por el nuevo estilo renacentista. El templo, de grandes proporciones, se estructura en una planta rectangular con tres naves de la misma altura (22 m) y la capilla Mayor, del Sagrario y de la Inmaculada Concepción, en la cabecera. En el lado del evangelio se abren las capillas de la Virgen de la Antigua (o del Cristo de la Expiración), Ánimas y San Pedro. En el lado de la epístola se encuentra la capilla de Virgen de los Reyes con retablo del siglo XVI, Bautismal y de Santa Ana o del Duque.

Interior del templo
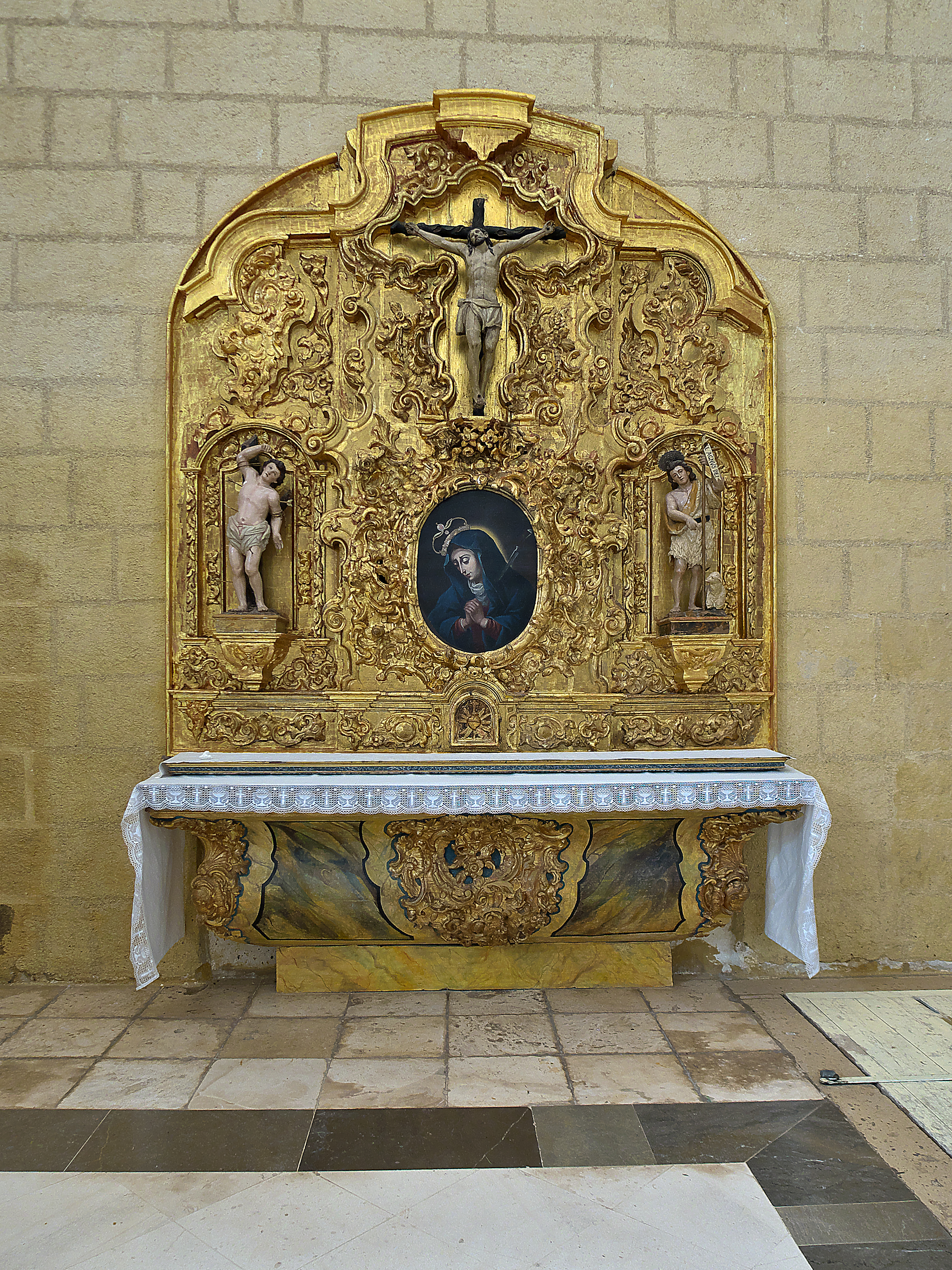
Retablo barroco (siglo XVIII).
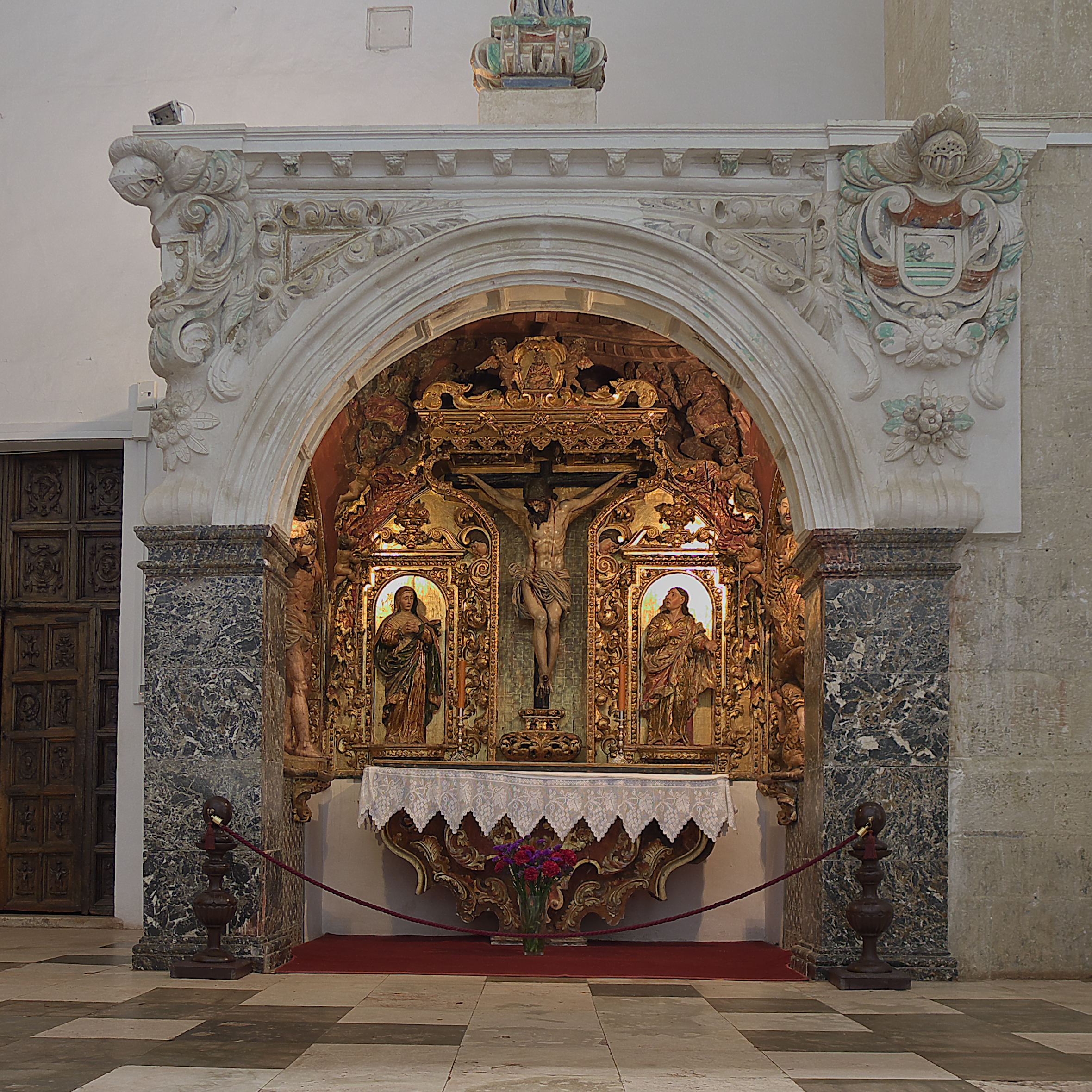
Capilla del Cristo de la Misericordia.
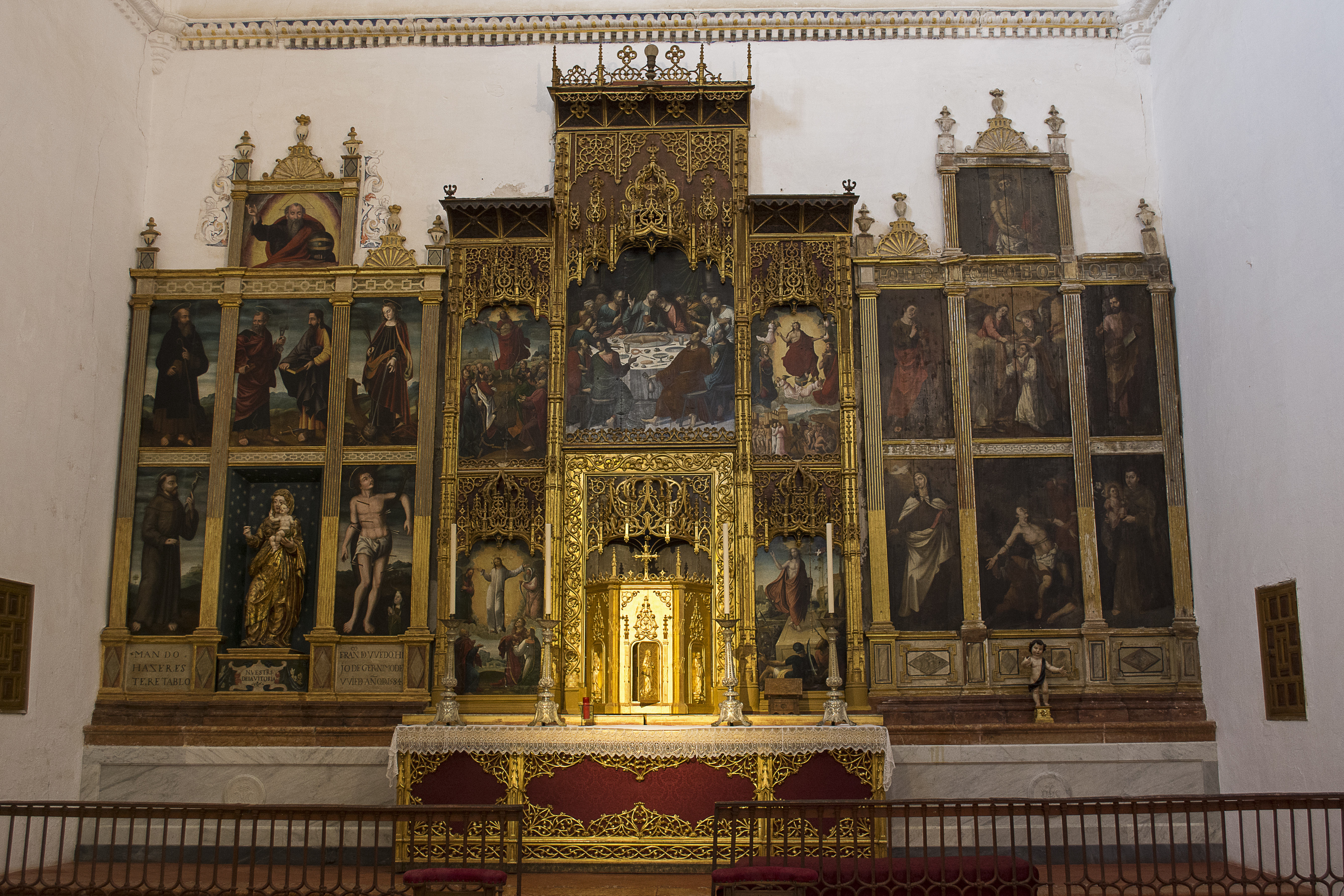
Retablo del Sagrario.
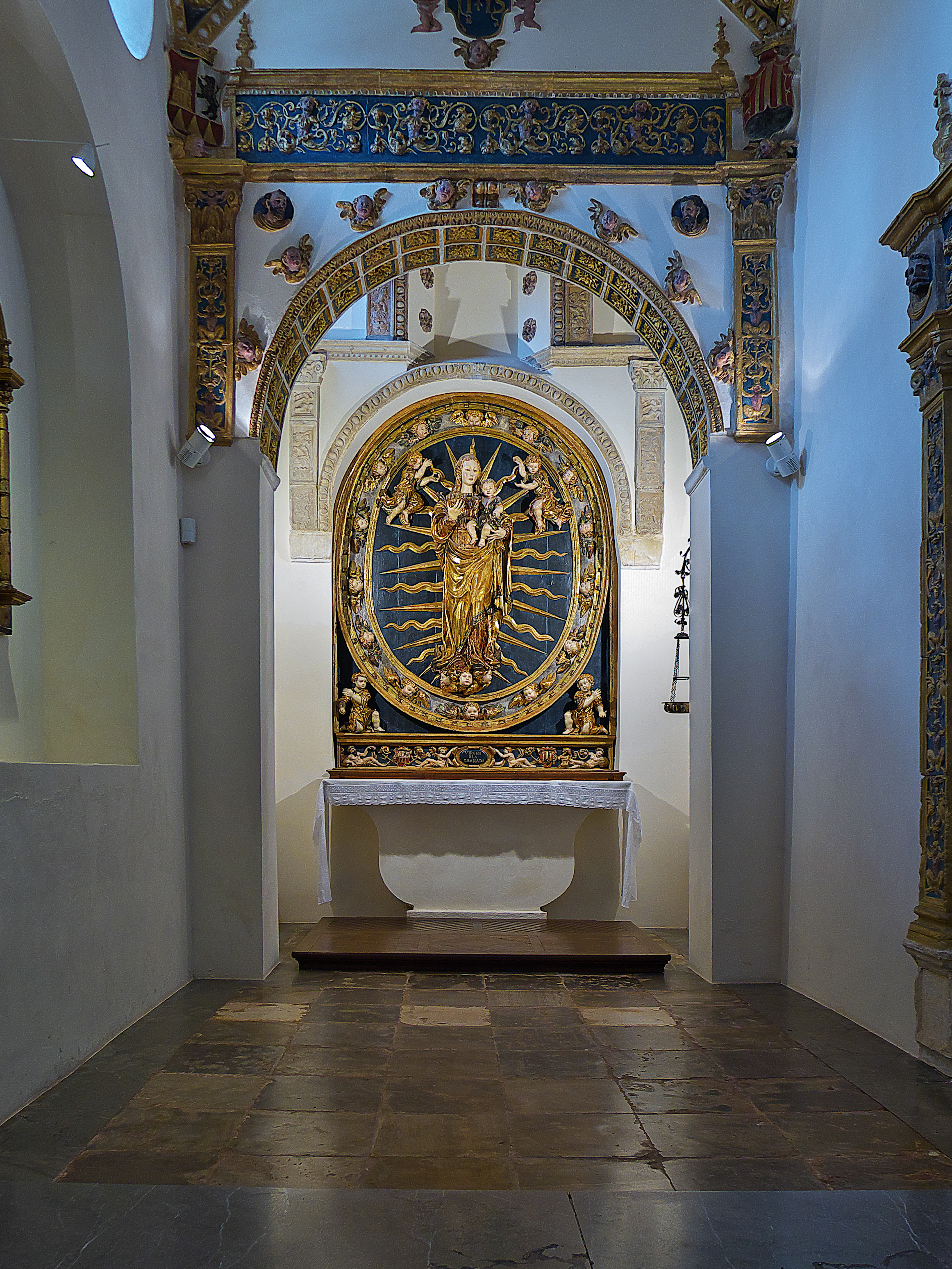
Virgen de la Granada.

### Capillas
En la cabecera se encuentran tres capillas de izquierda a derecha, Mayor, del Sagrario y de la Inmaculada Concepción. 

#### Cabecera
- Capilla y retablo mayor. La capilla mayor se construyó en la última fase de las obras y estuvo terminada en 1627. El retablo mayor fue realizado a lo largo del siglo XVIII, durante más de cincuenta años, con largas interrupciones. Es por tanto bastante posterior a la terminación de las obras del templo. Es de estilo barroco y consta de banco, tres calles y ático en el que colaboraron Francisco María de Ceiba y Pedro García de Acuña, para la construcción del primer cuerpo, José Hormigo y Francisco López, en el segundo cuerpo, y Juan Guerra el que terminó el tercer cuerpo hacia 1764. También destacan dos púlpitos de mármol rojo realizados en 1776 por Miguel Rejano.[4]
- La capilla del Sagrario, situada en el lado del evangelio de la cabecera, contiene un triple retablo, el primero dedicado a la Virgen de la Victoria de 1584, con escultura de Manuel del Pino (1582) y cuadros atribuidos a Juan Bautista de Amiens, el segundo retablo fue realizado por Juan de Zamora en 1532, con cinco pinturas La Transfiguración, Jesús en el monte Tabor, La Santa Cena, El Juicio Final y La Resurrección. El último de los retablos que representa el Ecce Homo en el ático, es de autor desconocido, realizado a finales del siglo XVI. Destaca igualmente en esta capilla, un cuadro de la Oración en el huerto de finales del siglo XVII, de la escuela italiana.[4]
- La capilla de la Inmaculada Concepción, a la que se accede a través de una destacada reja que la separa de la nave. Presenta en su frente un retablo de madera dorado rodeado por un amplio dosel de telas encoladas en cuya parte superior pueden verse dos grandes osos de pie, símbolo de la ciudad de Osuna, que toma su nombre del vocablo latino de este animal. A su izquierda, un portal con una estrecha y empinada escalera desciende hasta el panteón de los duques. A la derecha contiene el oratorio del canónigo Diego de Ontiveros, en el que destaca la escultura del Cristo de la Misericordia, de Juan de Mesa, realizado en 1622, y que supone una réplica en tamaño algo menor del Cristo de la Buena Muerte. Durante la restauración del templo llevada a cabo en la segunda mitad del siglo XX, se eliminó el coro construido de forma tardía, donde se encontraba este oratorio, trasladándose a su actual emplazamiento. Acompañan al cristo, Nuestra Señora de la Piedad y San Juan Evangelista que pertenecen al tardobarroquismo de la primera mitad del siglo XVIII. En esta capilla se abre también otra puerta que accede a la antigua sacristía hoy sala museística.[2]

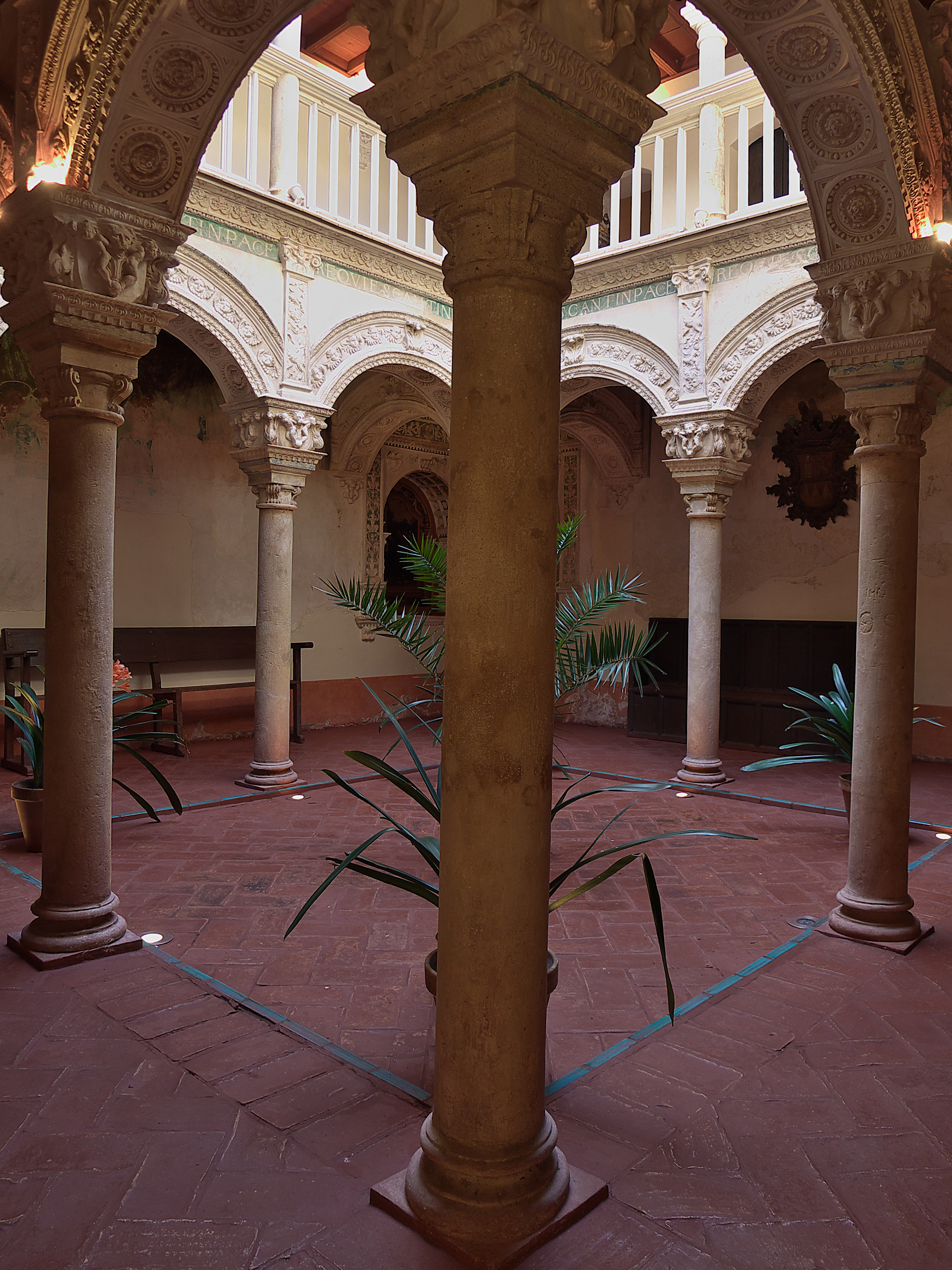
Patio del panteón de los duques (1545-1555).

#### Lado del Evangelio
En el lado del evangelio se abren tres capillas de planta rectangular, separadas de la nave con arco de medio punto y cubiertas con bóveda nervada, son las de la Virgen de la Antigua (o del Cristo de la Expiración) que contiene el cuadro de Ribera del mismo nombre, de las Ánimas y de San Pedro.

#### Lado de la Epístola
En el lado de la epístola se encuentra otras tres capillas similares a las antes mencionadas, son la capilla de Virgen de los Reyes, Bautismal y de Santa Ana o del Duque.
- En la capilla de la Virgen de los Reyes, existe un retablo realizado en el siglo XVI, con pinturas atribuidas a Juan de Zamora, compuesto por escenas de la Anunciación y la Epifanía en uno de los lados y del Nacimiento y la presentación de Jesús en el Templo en el otro, coronando el conjunto la Asunción de la Virgen. En la calle central se encuentra la imagen de la Virgen de los Reyes, datada en el siglo XVI y atribuida a Guillén Ferrán.

### Panteón ducal
Una pieza fundamental del conjunto de la colegiata es el denominado “Santo Sepulcro”, un panteón ducal situado bajo el presbiterio, construido a partir del año 1545. Constituye realmente un edificio independiente del resto del templo aunque unido a él. Su acceso se lleva a cabo a través de una puerta existente en la capilla de la Inmaculada. Una estrecha y empinada escalera conduce hasta el primer sótano de esta iglesia, donde se encuentra la capilla del panteón.

#### Patio de entrada
El patio de entrada, independiente del conjunto de la colegiata, responde a los modelos de la arquitectura doméstica de la época, que por razón de la carga simbólica de sus inscripciones, frescos y relieves de sus yeserías se convierte en uno de los conjuntos funerarios más representativos del nuevo estilo clasicista y de la mentalidad humanista de las casas señoriales de Andalucía.

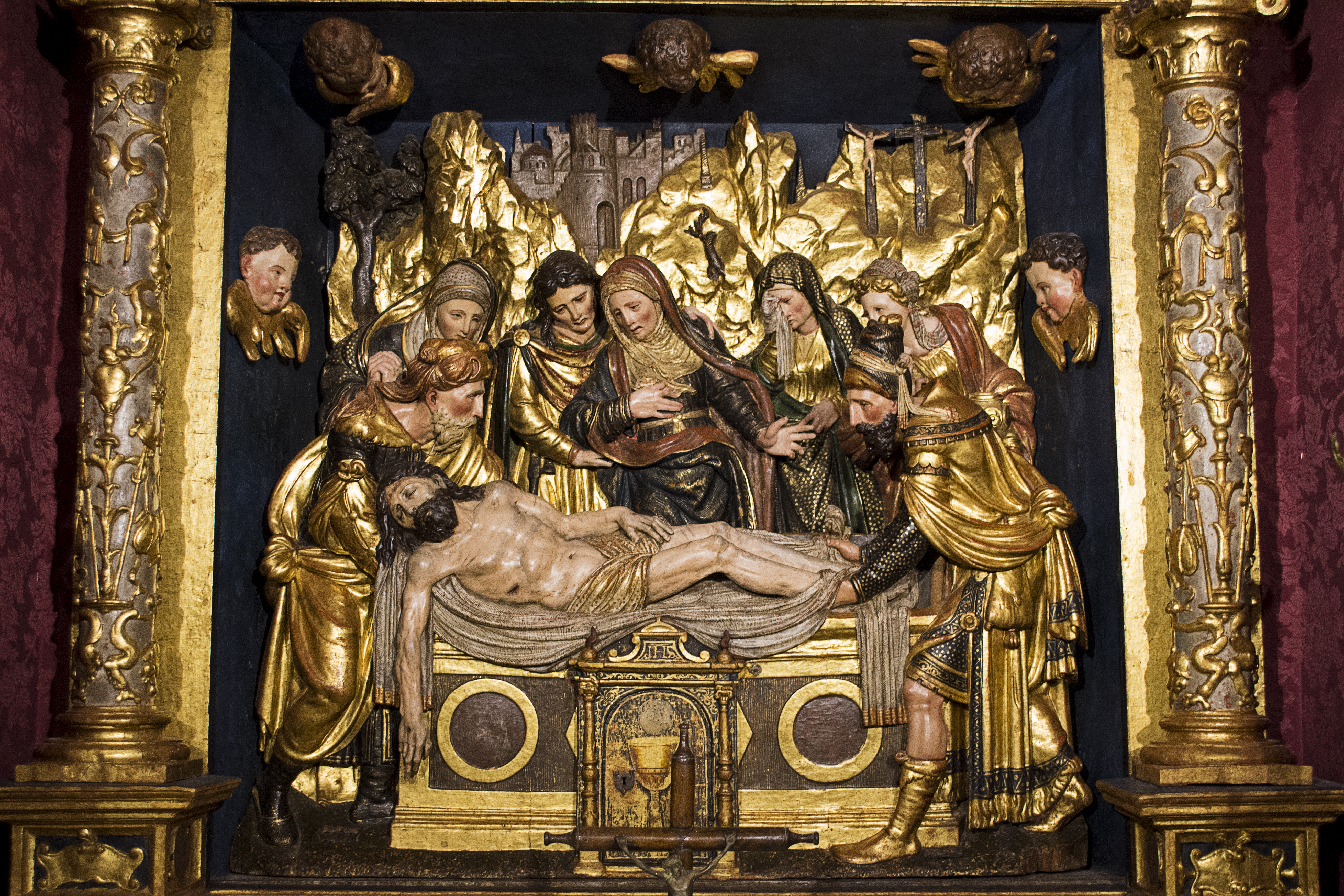
Retablo del entierro de Cristo, considerado obra de Roque Balduque en el altar mayor de la capilla del panteón de la Colegiata.

#### Capilla
La capilla del Panteón, puede considerarse como uno de los monumentos más hermosos del Renacimiento andaluz. Su construcción, en la que pudo intervenir Martín de Gainza, el que fuera aparejador de Diego de Riaño, presenta una planta rectangular dividida en tres naves articulados por columnas y arcos rebajados. Las bóveda presentan decoración de casetones en yeso. En el presbiterio de esta capilla se encuentra un pequeño retablo que representa el entierro de cristo obra considerada de Roque Balduque (1550-1560). Al lado derecho de este retablo se encuentra una pintura sobre tabla del año 1555 de Hernando de Esturmio, titulada Alegoría de la Inmaculada Concepción. Al otro lado una pintura sobre tabla de 1550, una Anunciación, original de Gerard Wytwel (o Gerard Wytevel), artista de Utrecht.
En el lado derecho de la entrada a la capilla figura un relieve en terracota de San Jerónimo penitente, una obra del siglo XVI, de autor desconocido y que constituye una de las piezas de estas características más importantes del Renacimiento andaluz.
Son también destacables las pinturas de la “Alegoría de la Inmaculada” de Hernando de Esturmio y la “Anunciación” de Gerard Wytwel en la capilla del panteón. También en el panteón hay un óleo sobre tabla Cristo con la cruz a cuestas (82x64 cm) realizado hacia 1565 por Luis de Morales.

#### Sepulcro
A un nivel inferior a éste se encuentran los enterramientos de la familia ducal, una conjunto de nichos puestos a lo largo de los muros, en varias salas, repletas de inscripciones y símbolos sobre la muerte.

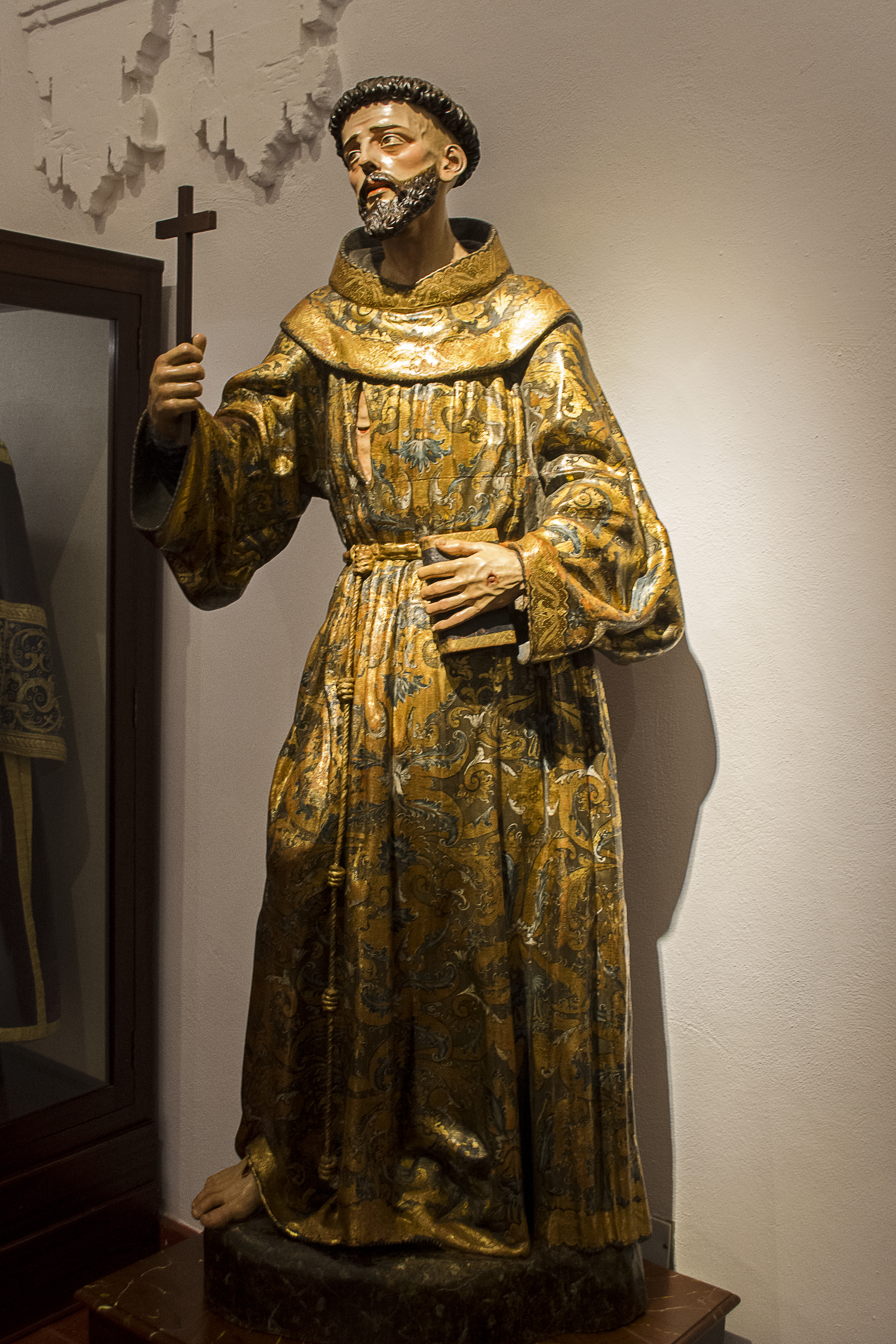
Escultura de San Francisco de Asís, atribuida a Juan Martínez Montañés.
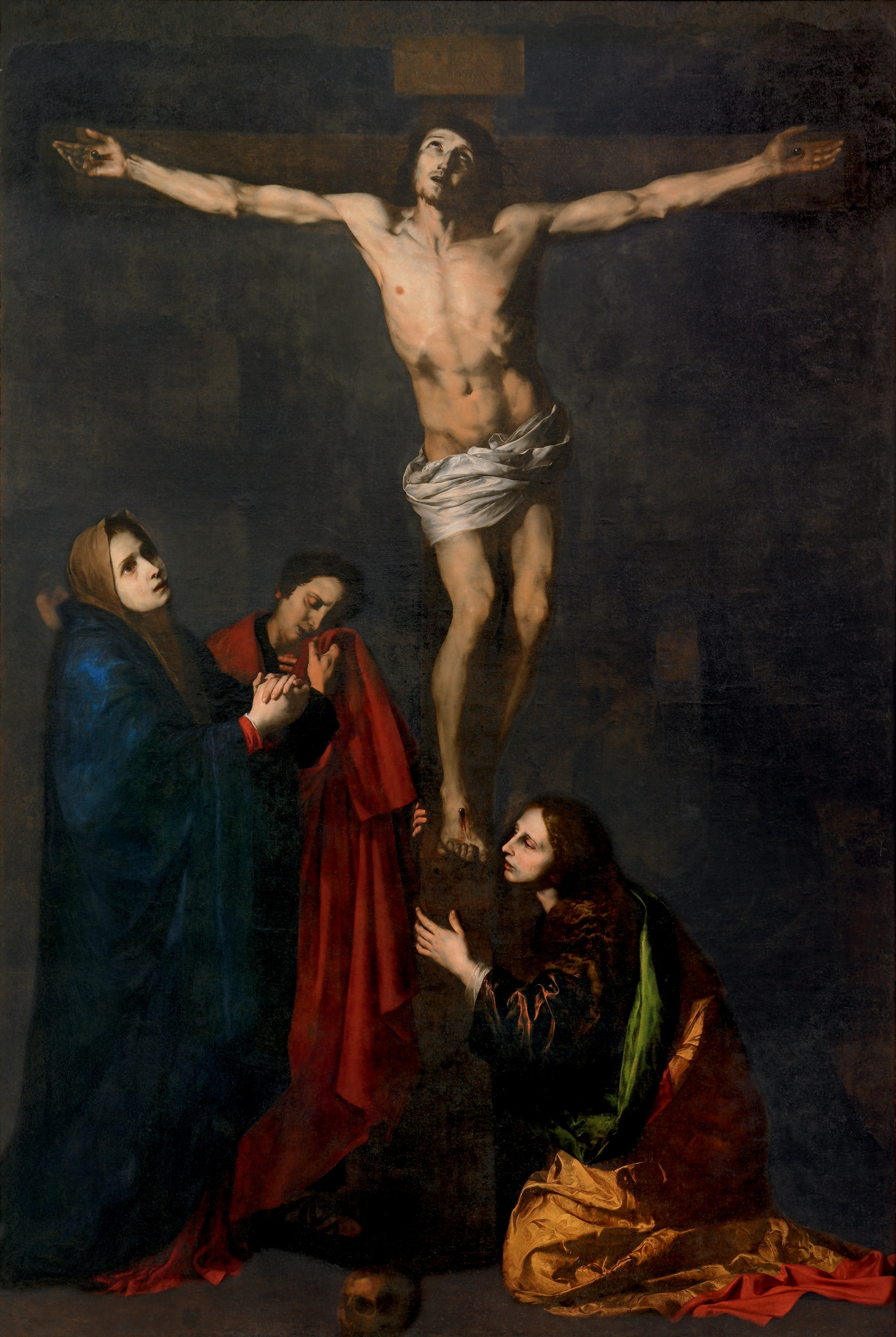
Lienzo El Calvario, obra de 1618 de José de Ribera.

#### Sacristía y museo
La antigua sacristía, con un magnífico artesonado de azulejo, se encuentra convertida en sala museística, en la que se exponen la serie de cuatro grandes cuadros que José de Ribera "El Españoleto", maestro del tenebrismo español, pintó expresamente para esta colegiata por encargo del duque de Osuna, por entonces virrey de Nápoles. 
- San Sebastián,
- San Pedro penitente,
- San Jerónimo y el ángel del Juicio,
- El martirio de san Bartolomé

Estos cuadros fueron pintados por Rivera en Nápoles, entre 1617 y 1619 para Pedro Téllez Girón, III duque de Osuna y virrey de Nápoles en esas fechas. Existe un quinto cuadro del pintor valenciano, El Calvario, que se expone en la capilla de la virgen de la Antigua de esta misma colegiata. Este lienzo data de 1618 y se realizó para decorar primitivamente el altar mayor que carecía de retablo. 
 Según Gabriele Finaldi, experto en la obra de Ribera y director de la National Gallery, esta obra constituye la pintura mayor y más ambiciosa del pintor en la década de 1610.
Entre las esculturas destaca una figura de San Sebastián que data del siglo XVI, un relieve de la crucifixión en alabastro del norte de Europa de estilo gótico. De exposición más reciente es una escultura de San Francisco de Asís, de madera tallada y policromada que ha sido atribuida en 2010 a Juan Martínez Montañés. Esta imagen había llegado a la Colegiata en 1970, después del hundimiento de parte de la iglesia del Convento de Santa Clara de esta localidad y había permanecido depositada en dependencias de la Colegiata hasta 2010, en que se restauró.

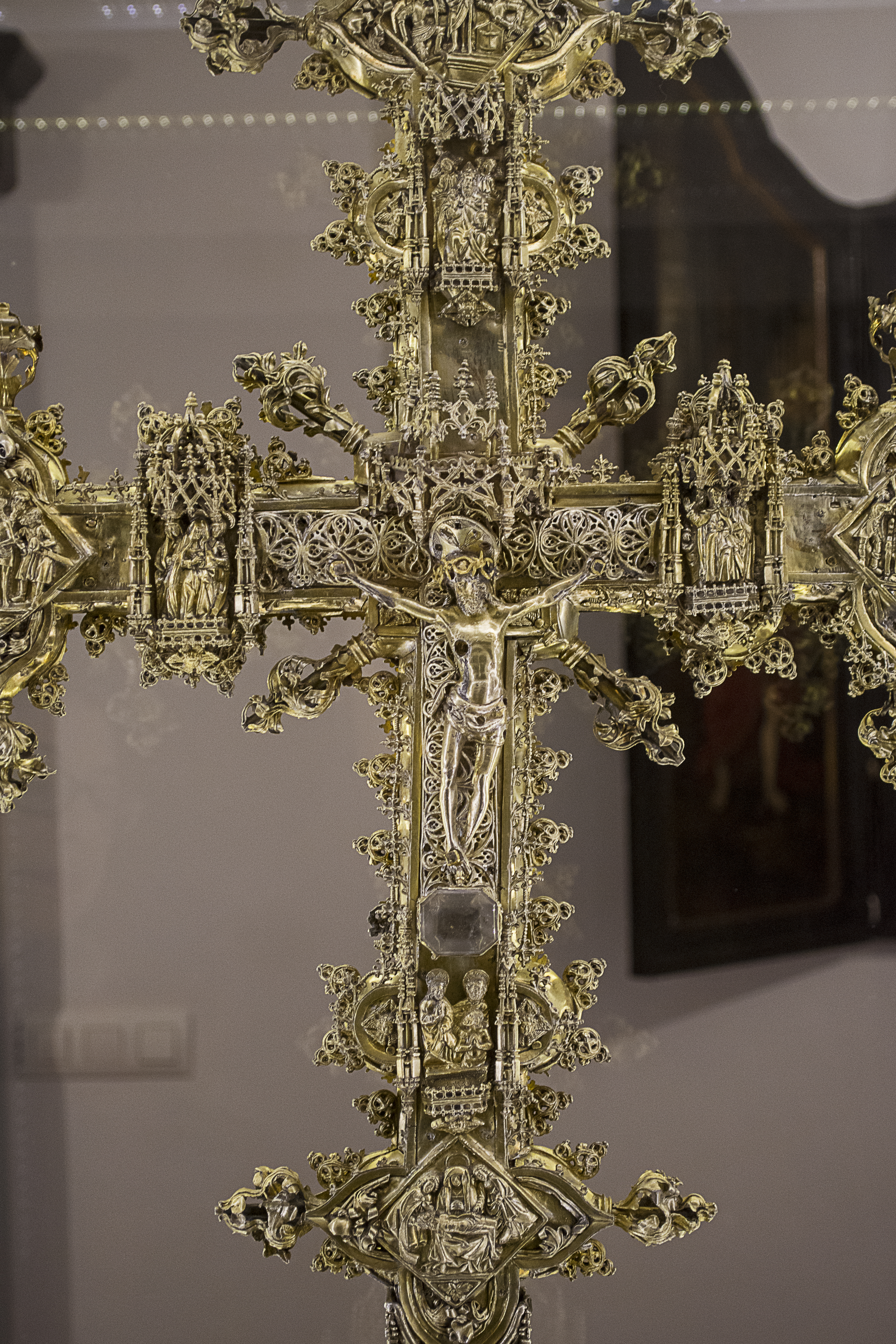
Detalle de cruz procesional. Juan Téllez-Girón, vinculado a la corte en Valladolid (1531), aportó esta importante pieza de orfebrería, cincelada y repujada, a su Colegiata de Osuna. Es obra del vallisoletano Pedro de Ribadeo en plata, con gemas y oro, fechable hacia las primeras décadas del, de estilo gótico flamígero, con un extenso y preciso programa iconográfico.

Dentro del ajuar litúrgico, destaca la Cruz Alzada Procesional de oro y plata con incrustaciones de gemas, realizada en Valladolid por el orfebre Pedro de Ribadeo, que data de entre 1500 y 1525, realizada en estilo gótico flamígero. Igualmente destacables son otras piezas de orfebrería, libros de oraciones y vestimentas litúrgicas.

## Catalogación
La Colegiata de Nuestra Señora de la Asunción de Osuna fue catalogada como Bien de Interés Cultural en 1931, dentro de la categoría de monumento, publicado en La Gaceta de Madrid del día 4 de junio de ese año.

## Rodaje de televisión de la serie Juego de tronos
En 2015, se rodaron en la Colegiata, algunas escenas de la quinta temporada de la exitosa serie de televisión Juego de tronos.